# ميخائيل فيتزباتريك (مغني)
ميخائيل فيتزباتريك (بالإنجليزية: Michael Fitzpatrick)‏ هو مغني أمريكي، ولد في 21 يوليو 1970 في مونلوسون في فرنسا.

## وصلات خارجية
- الموقع الرسمي
- ميخائيل فيتزباتريك على موقع ميوزك برينز (الإنجليزية)
- ميخائيل فيتزباتريك على موقع ديسكوغز (الإنجليزية)
- ميخائيل فيتزباتريك على موقع ديسكوغز (الإنجليزية)
- ميخائيل فيتزباتريك على موقع ديسكوغز (الإنجليزية)